# Srpice obecná
Srpice obecná (Panorpa communis) je druh hmyzu z řádu srpicorozí (Mecoptera) a čeledi srpicovití (Panorpidae). Tento druh je známý svým výrazným vzhledem, připomínajícím štíra – zejména u samců, jejichž zadeček končí hákovitě zahnutými klešťovitými útvary. Srpice obecná je běžná v celé Evropě, včetně České republiky.

## Popis
Srpice obecná je středně velký hmyz. Dospělí jedinci dosahují délky těla 9–12 mm, přičemž rozpětí jejich křídel činí 25–35 mm. Křídla jsou průhledná s výraznými černými skvrnami a žilkováním. Hlava je červenohnědá, zakončená typickým „zobákem“ s kusadly na konci. Samci mají na konci zadečku párové klešťovité přívěsky, které slouží při páření k uchycení samice.

## Výskyt
Srpice obecná je rozšířená po celé Evropě, včetně České republiky, a zasahuje i do severní Asie. Obývá především vlhčí stanoviště, jako jsou okraje lesů, křoviny, louky a břehy vodních toků.

## Biologie a chování
Dospělci jsou aktivní od května do září. Živí se především mrtvým hmyzem, ale také sladkými šťávami z rostlin. Často navštěvují pavučiny, kde kradou mrtvou kořist, což je chování označované jako kleptoparazitismus.
Larvy srpice připomínají housenky. Mají tři páry hrudních nohou a osm párů panožek. Vyvíjejí se v půdě, kde se živí organickým materiálem. Po třech larválních stádiích se zakuklí.

## Páření
Samci lákají samice feromony a nabízejí jim „svatební dary“ v podobě kapek slin bohatých na bílkoviny nebo ulovené kořisti. Tento dar samice konzumuje během kopulace, která trvá i několik hodin.

## Podobné druhy
V České republice se vyskytují i jiné druhy rodu Panorpa, například:
- Panorpa vulgaris – odlišuje se většími skvrnami na křídlech.
- Panorpa germanica – samci mají nápadný výběžek na třetím zadečkovém článku.

## Galerie

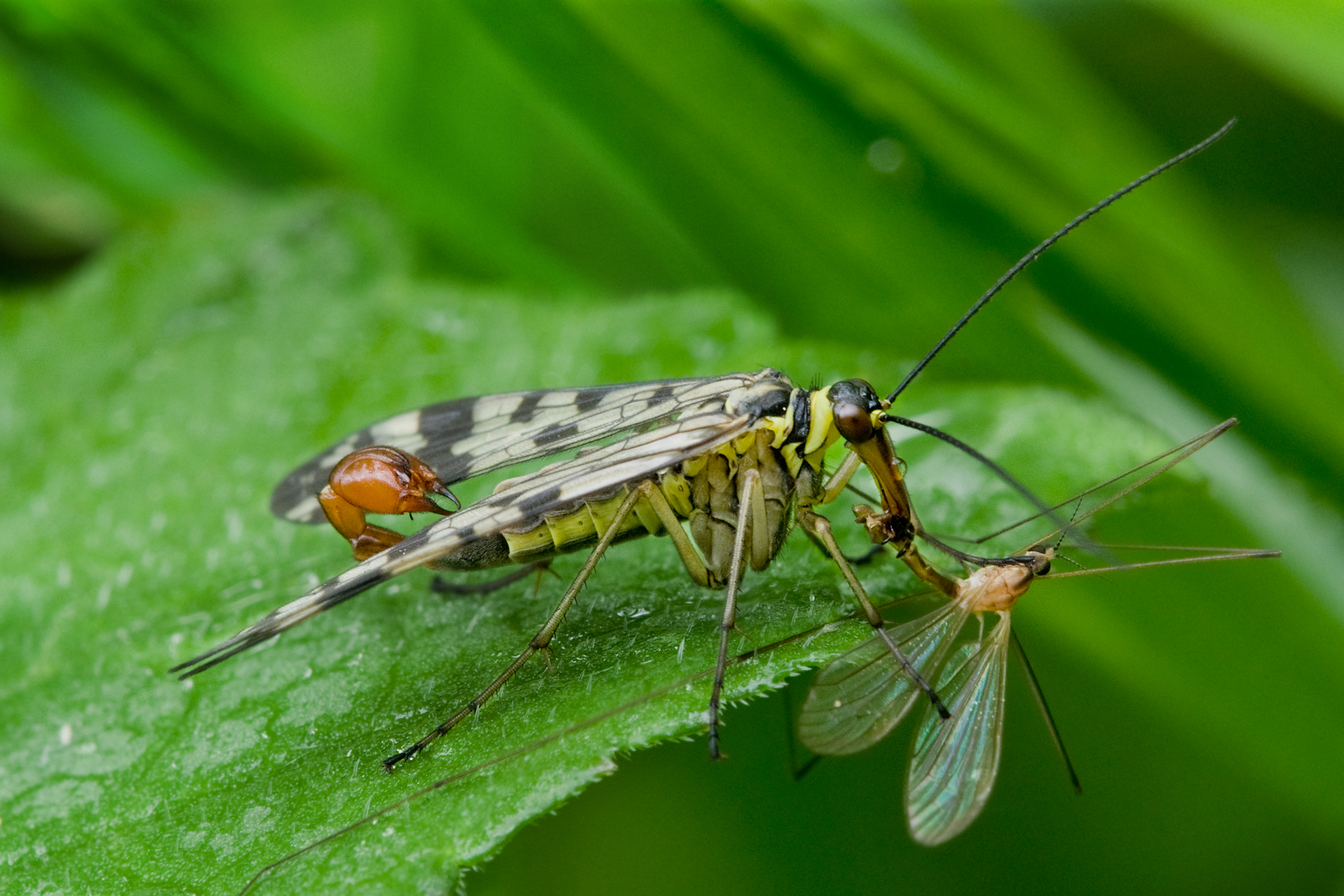
Samec s kořistí
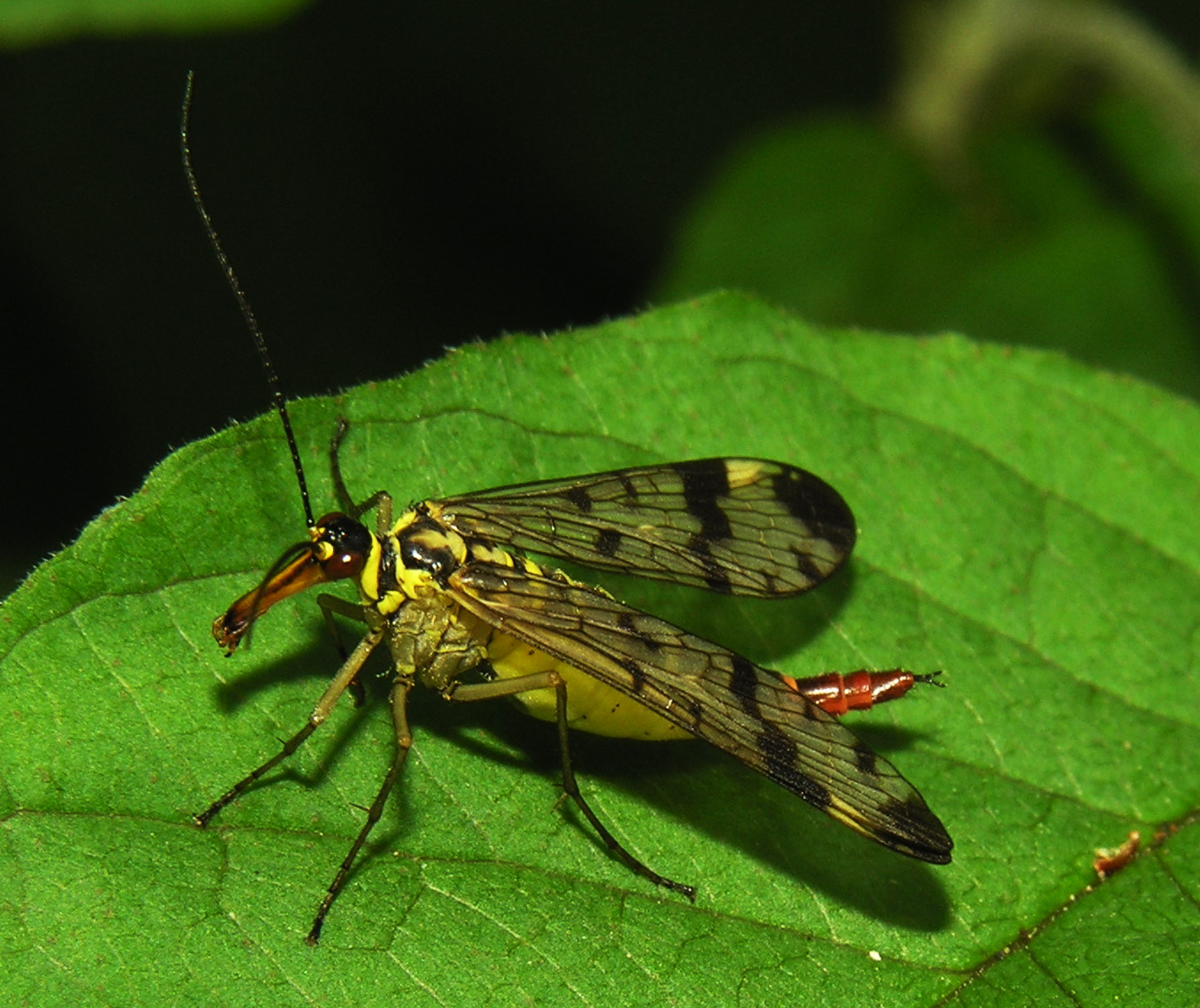
Samice, boční pohled
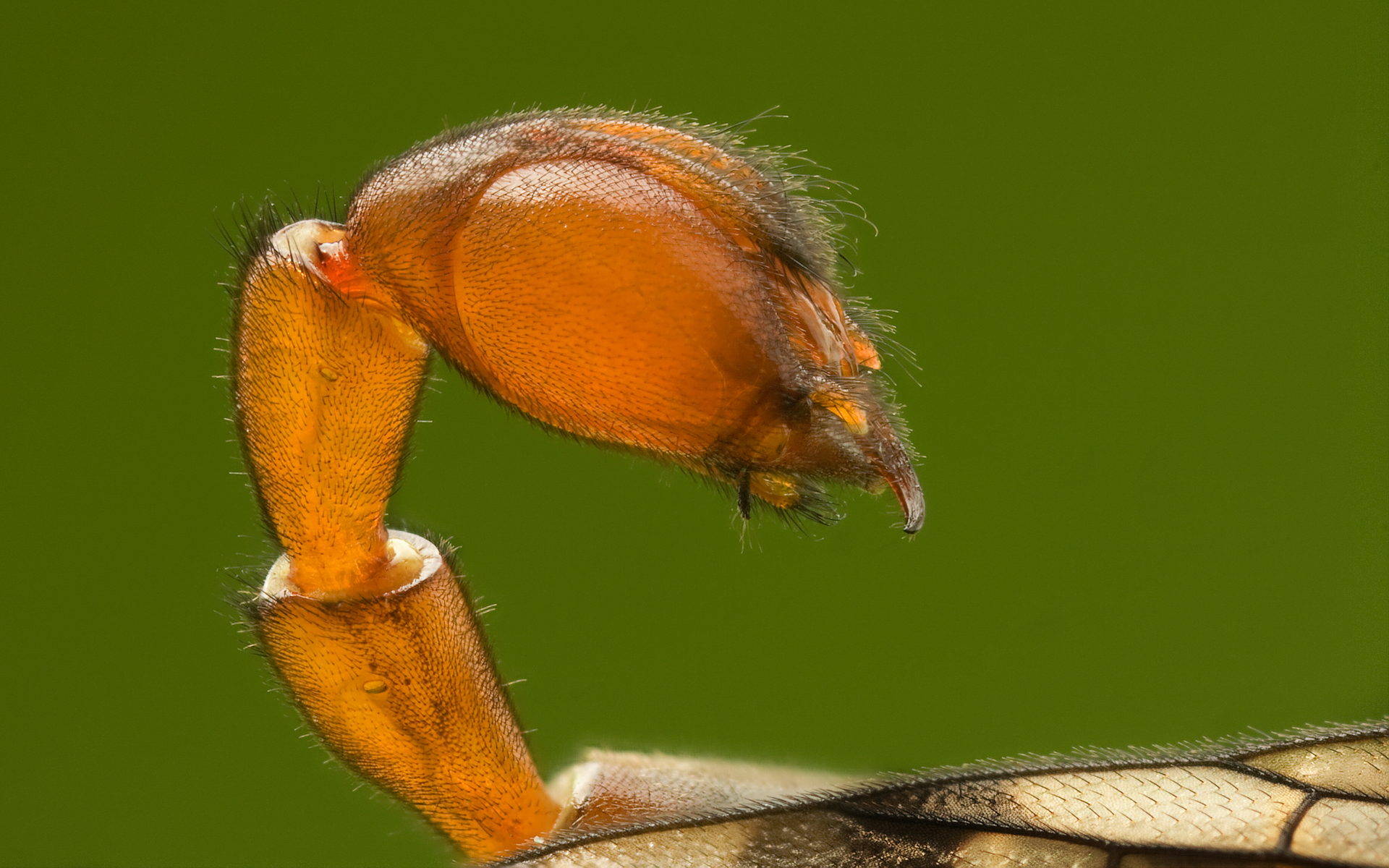
Detail samčího zadečku